# بنك عمان العربي
بنك عمان العربي هو بنك تجاري في سلطنة عمان، تأسس عام 1984. وهو مملوك بشكل مشترك من قبل البنك العربي ش.م.ع بنسبة 49٪ والشركة العُمانية العالمية للتنمية والاستثمار ش.م.ع.ع (أومينفست) بنسبة مساهمة 31.63% و مساهمون آخرون (شركات وأفراد) تقدر نسبة مساهمتهم بـ 19.37%.
يعمل بنك عمان العربي في مجال الخدمات المصرفية للأفراد، والخدمات المصرفية للشركات، وتمويل المشاريع، والخدمات المصرفية الاستثمارية، والتمويل التجاري، والقطاع المصرفي الإسلامي.
في عام 2014، أطلق البنك استراتيجيته للتحول الرقمي، حيث عزز قنواته المصرفية وخدماته من خلال توظيف أحدث التقنيات، وتعزيز ثقافة الابتكار وإدارة المواهب، فضلاً عن تقديم خدمات ذات قيمة مضافة من خلال الشراكات الاستراتيجية.
في يونيو 2020، استحوذ بنك عمان العربي على 100٪ من بنك العز الإسلامي ودمج نافذة الصيرفة الإسلامية مع بنك العز الإسلامي.
في 6 يوليو 2020، تحول بنك عمان العربي إلى شركة مساهمة عامة، وأدرجت أسهمه في سوق مسقط للأوراق المالية (MSM).
في 30 يوليو 2020، قدرت جميع أصول مجموعة بنك عُمان العربي إلى حوالي 3.17 مليار ريال عُماني (أي 8.23 مليار دولار أمريكي).

## مجلس الإدارة
أعضاء مجلس الإدارة:
- رشاد بن محمد الزبير

رئيس مجلس الإدارة
- وهبة تماري

نائب رئيس مجلس الإدارة
- رندة صادق
- أعضاء آخرون

1. عبد العزيز البلوشي
2. وليد السمهوري
3. عماد كمال سلطان
4. الفاضل نصري باتريك ملحمي
5. الفاضل غسان ترزي

## روابط خارجية
- الموقع الرسمي - باللغة العربية
- الموقع الرسمية - باللغة الإنجليزية